# Martino Canessa
Martino Canessa (Genova, 22 luglio 1938) è un vescovo cattolico italiano, dal 15 ottobre 2014 vescovo emerito di Tortona.

## Biografia
Nasce a Voltri, quartiere di Genova, sede arcivescovile, il 22 luglio 1938.
Il 29 giugno 1962 è ordinato presbitero dal cardinale Giuseppe Siri.

### Ministero episcopale
Il 20 giugno 1989 papa Giovanni Paolo II lo nomina vescovo ausiliare di Genova-Bobbio e vescovo titolare di Tigisi di Mauritania; riceve l'ordinazione episcopale il 9 luglio successivo, nella cattedrale di San Lorenzo, dal cardinale Giovanni Canestri, co-consacranti i vescovi Alessandro Piazza e Giacomo Barabino. Il 16 settembre dello stesso anno, dopo l'unione della diocesi di Bobbio con quella di Piacenza, diventa vescovo ausiliare di Genova.
Il 2 febbraio 1996 papa Giovanni Paolo II lo nomina vescovo di Tortona; succede a Luigi Bongianino, dimessosi per raggiunti limiti di età. Il 13 aprile seguente prende possesso della diocesi.
Nel 2006, nella ricorrenza del decimo anniversario della nomina a vescovo di Tortona, consacra il nuovo altare maggiore e inaugura la nuova cattedra episcopale della cattedrale cittadina.
Il 15 ottobre 2014 papa Francesco accoglie la sua rinuncia, presentata per raggiunti limiti di età; gli succede Vittorio Francesco Viola. Rimane amministratore apostolico della diocesi fino all'ingresso del successore, avvenuto il 14 dicembre successivo.

## Genealogia episcopale
La genealogia episcopale è:
- Cardinale Scipione Rebiba
- Cardinale Giulio Antonio Santori
- Cardinale Girolamo Bernerio, O.P.
- Arcivescovo Galeazzo Sanvitale
- Cardinale Ludovico Ludovisi
- Cardinale Luigi Caetani
- Cardinale Ulderico Carpegna
- Cardinale Paluzzo Paluzzi Altieri degli Albertoni
- Papa Benedetto XIII
- Papa Benedetto XIV
- Papa Clemente XIII
- Cardinale Marcantonio Colonna
- Cardinale Giacinto Sigismondo Gerdil, B.
- Cardinale Giulio Maria della Somaglia
- Cardinale Carlo Odescalchi, S.I.
- Vescovo Eugène de Mazenod, O.M.I.
- Cardinale Joseph Hippolyte Guibert, O.M.I.
- Cardinale François-Marie-Benjamin Richard de la Vergne
- Cardinale Pietro Gasparri
- Cardinale Francesco Marchetti Selvaggiani
- Cardinale Luigi Traglia
- Cardinale Giovanni Canestri
- Vescovo Martino Canessa